# Ruhr
De Ruhr is een zijrivier van de Rijn in de Duitse deelstaat Noordrijn-Westfalen.
De rivier ontspringt ongeveer drie kilometer ten noordoosten van Winterberg in het Sauerland. Het stroomgebied van de Ruhr ligt nabij de waterscheiding van de Rijn en de Wezer. De Ruhr is in totaal 217 kilometer lang en verloopt in hoofdzaak in oost-west-richting. Bij Duisburg-Ruhrort mondt de rivier uit in de Rijn bij Rkm 780.
De Ruhr is van Essen-Rellinghausen tot aan de monding bevaarbaar. Al in de achttiende eeuw vond er vooral transport van kolen plaats. Vanwege de stijgende hoeveelheid scheepvaart werd de rivier op verschillende plaatsen beter bevaarbaar gemaakt. Het kolentransport kwam nagenoeg tot een einde toen de spoorwegen hun intrede deden. Er vindt  nauwelijks meer goederentransport plaats over de Ruhr.
De Ruhr heeft een functie in de elektricteitsproductie. Langs de rivier is een aantal waterkrachtcentrales te vinden. Andere elektriciteitscentrales gebruiken het water uit de Ruhr als koelwater en meer dan vijf miljoen mensen worden door de Ruhr van drinkwater voorzien. Per jaar wordt daarvoor circa 510 miljoen kubieke meter water aan de rivier onttrokken.
Het Ruhrgebied is genoemd naar deze rivier. In de rivier liggen zes stuwmeren, waarvan de Baldeneysee in Essen de grootste is.

## Zijrivieren
De belangrijkste zijrivier van de Ruhr is de Lenne, die er bij Hagen in uitmondt. De Lenne is ruim 128 kilometer lang.
Andere belangrijke zijrivieren zijn:
- de Möhne (lengte 65 km), die bij Neheim-Hüsten, gemeente Arnsberg in de Ruhr uitmondt
- de Hönne (lengte 33 km), die langs Menden stroomt en bij Fröndenberg in de Ruhr uitmondt
- de Volme (lengte 50 km), die langs Lüdenscheid stroomt en iets ten westen van de Lenne in de Ruhr uitmondt.

## Niet te verwarren met
- De Ruhr mag niet worden verward met de Rur, een rivier die aan de westkant van de Rijn stroomt en die in Nederland als Roer bij Roermond in de Maas stroomt.

## Monding

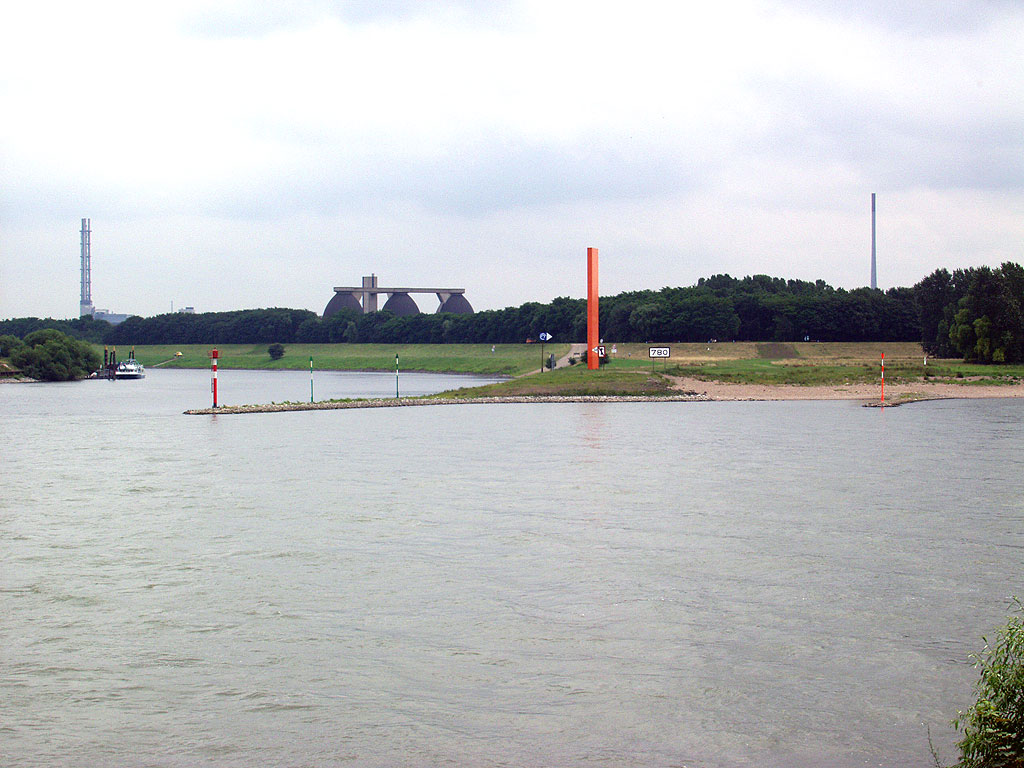
De monding van de Ruhr (links) bij Duisburg-Ruhrort. In het midden het kunstwerk Rheinorange.

Stausee Hengsen · 
Hengsteysee · 
Harkortsee · 
Kemnader See · 
Baldeneysee · 
Kettwiger See
- Bibliothèque nationale de France: cb11941612k (data)
- Gemeinsame Normdatei: 4050923-0
- Library of Congress Control Number: sh85115789
- Nationale Bibliotheek van Tsjechië: ge139167
- Nationale Bibliotheek van Israël: 987007548657405171
- Virtual International Authority File: 239445365
- WorldCat: E39PBJjXg43MPPQyYx3VPmd4v3